# Bodziec warunkowy
Bodziec warunkowy albo sygnał warunkowy. W teorii odruchów warunkowych jest to pierwotnie obojętny lub mający inne znaczenie bodziec, który regularnie poprzedzając bodziec bezwarunkowy nabiera znaczenia wyzwalającego reakcje związane i typowe dla bodźca bezwarunkowego, z którym był kojarzony. W przypadku warunkowania instrumentalnego bodziec warunkowy jest sygnałem określonej sytuacji, oznacza że zwierzę może lub powinno wykonać konkretny ruch aby móc zaspokoić jakąś swoją potrzebę np. otrzymać porcję wody.

## Przykład
Eksperymentator zapala czerwone światło i zaraz potem daje głodnemu psu jedzenie. Po kilku takich próbach pies zaczyna wydzielać soki żołądkowe i ślinę już na widok czerwonej lampki. Owa czerwona lampka pierwotnie jest nic nie znaczącym sygnałem, ale po kilku zdarzeniach staje się sygnałem warunkowym, czyli zdobywa moc wywoływania reakcji bezwarunkowej (tu: ślinienia się).